# Пинясов, Яков Максимович
Я́ков Макси́мович Пиня́сов (мокш. Яку Пинясов; 29 декабря 1913, с. Мордовская Поляна, Тамбовская губерния — 22 мая 1984, Саранск) — мокшанский писатель, журналист, переводчик, актёр театра и кино. Народный писатель Мордовской АССР (1983).

## Биография
В 1929 г. учился в Беднодемьяновской школе 2-й ступени. Автор более 60 книг для детей, вышедших на русском и мокшанском языках, переведённых на болгарский, румынский, английский языки.
Участник Великой Отечественной войны. Служил телефонистом в 57-й зенитной артиллерийской дивизии, красноармеец.

## Награды
- орден «Знак Почёта» (28.12.1973)
- медали
- Государственная премия Мордовской АССР (1970)

## Творчество

### Литературные произведения
Среди самых известных произведений Я. Пинясова
- 1927 «Первая ласточка»
- 1930 «Негасимая звезда»
- 1930 «Ильич»
- 1932 «Грибы»
- 1933 «Мордовский парень»
- 1935 «У меня два языка»
- 1938 «Мои друзья»
- 1943 «На фронте»
- 1945 «9 мая»
- 1947 «В лесу»
- 1950 «Воспоминания о Ильиче»
- 1956 «Моя мордва»
- 1959 «Я мудрец опытный»
- 1961 «Как я виделся с Лениным»
- 1969 «Весна»
- 1975 «1 мая»
- 1984 «Осеннее настроение»

### Роли в кино
- 1937 — Колхозники — Николай (эпизодическая роль)
- 1945 — Война — рядовой Юрий (массовка)
- 1963 — Америка и Россия — лётчик (массовка)
- 1971 — Дорога весёлая — Борис Иванов (эпизодическая роль)
- 1979 — Максимка, вперёд! — Роман, дед Максима (главная роль)

### Роли в театре
- 1962 — «Мокшане» — старик (эпизодическая роль)